# Recyclage des véhicules

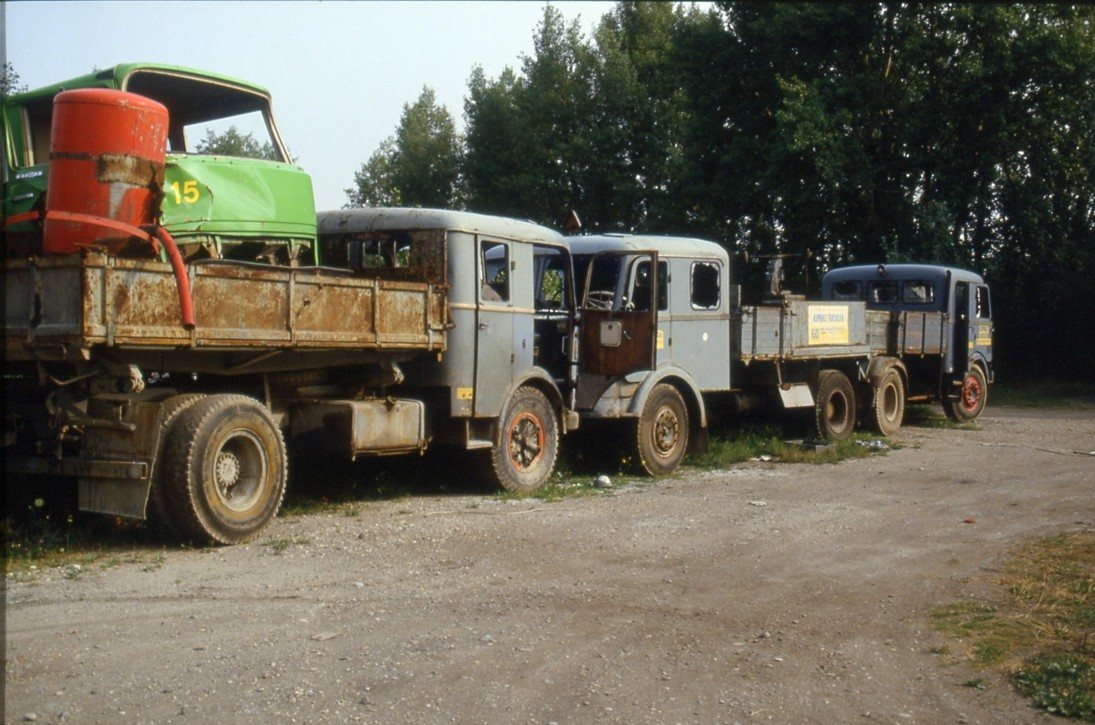
Décharge de camions près de la gare de triage de Vienne en 1985

Le recyclage des véhicules est le processus de récupération des matériaux contenu dans les véhicules hors d'usage (VHU). Lors du démantèlement des VHU, certaines pièces sont réemployées, à défaut certains matériaux sont recyclés. La matière qui ne peut être ni réemployée ni recyclée est en partie valorisée pour produire de l'énergie, et le reste est mis en décharge. En Europe, la législation impose depuis 2015 que plus de 85 % de la masse d'un véhicule soit réemployée ou recyclée, et que moins de 5 % du poids d'une voiture termine en décharge, mais seulement la moitié des véhicules hors d'usage sont traités dans les centres agréés appliquant la réglementation.

## Processus de recyclage
Une fois les véhicules hors d'usage collectés, la première étape consiste à retirer les matières et composants pouvant présenter un danger (batteries, huiles, airbags, etc.), et à recycler ou réutiliser ce qui peut l'être. Dans un second temps, les pièces pouvant être revendues d'occasion sont retirées (vitres, pièces moteurs, pare-chocs, etc.). Ce qui reste du véhicule après cette étape est alors broyé et trié : les métaux ferreux (acier...) et non-ferreux (aluminium...) sont séparés pour être recyclés, tandis que les plastiques et autres résidus sont majoritairement incinérés et mis en décharge.

## Règlementation
En Europe, la directive 2000/53/CE impose depuis 2015 un taux minimum de réemploi, de recyclage et de valorisation (article 7.b) : « au plus tard le 1er janvier 2015, pour tous les véhicules hors d'usage, le taux de réutilisation et de valorisation est porté à un minimum de 95 % en poids moyen par véhicule et par an. Dans le même délai, le taux de réutilisation et de recyclage est porté à un minimum de 85 % en poids moyen par véhicule et par an. »,.
En 2021, une consultation publique a été organisée par la commission européenne dans le but de recenser les limites de la législation de 2000, pour la faire évoluer. Parmi les limitations, on recense la non-prise en compte des camions et motos (45 millions de véhicules), l'absence d'objectifs concernant le réemploi seul, la non-prise en compte du recyclage d'éléments précieux (or, argent, palladium, etc.), ou encore les défauts dans le suivi des immatriculations à l'échelle européenne.

## Statistiques
Chaque année dans l'Union européenne, environ 12 millions de véhicules arrivent en fin de vie, mais seulement la moitié est démantelée dans des centres agréés. En effet, la traçabilité est perdue pour un tiers des véhicules (décharge sauvage, exportation), et un sixième des véhicules est démantelé de façon non-autorisée.
En 2019, 6.1 millions de véhicules hors d'usage ont été démantelés dans des centres agréés de l'Union européenne, pour un poids total de 6.9 millions de tonnes. Environ 90 % de la matière a été réemployée ou recyclée, et 5 % (350 000 tonnes) a fini en décharge.
Pour des raisons techniques, il est temporairement impossible d'afficher le graphique qui aurait dû être présenté ici.